# Ferkingstad
Ferkingstad är en tätort och kyrkby i Karmøy kommun i Rogaland fylke i sydvästra Norge. Orten ligger vid fylkesväg 547 på den västra sidan av ön Karmøy. Här finns Ferkingstads kyrka.
Orten har tidigare tillhört dåvarande Skudenes kommun.

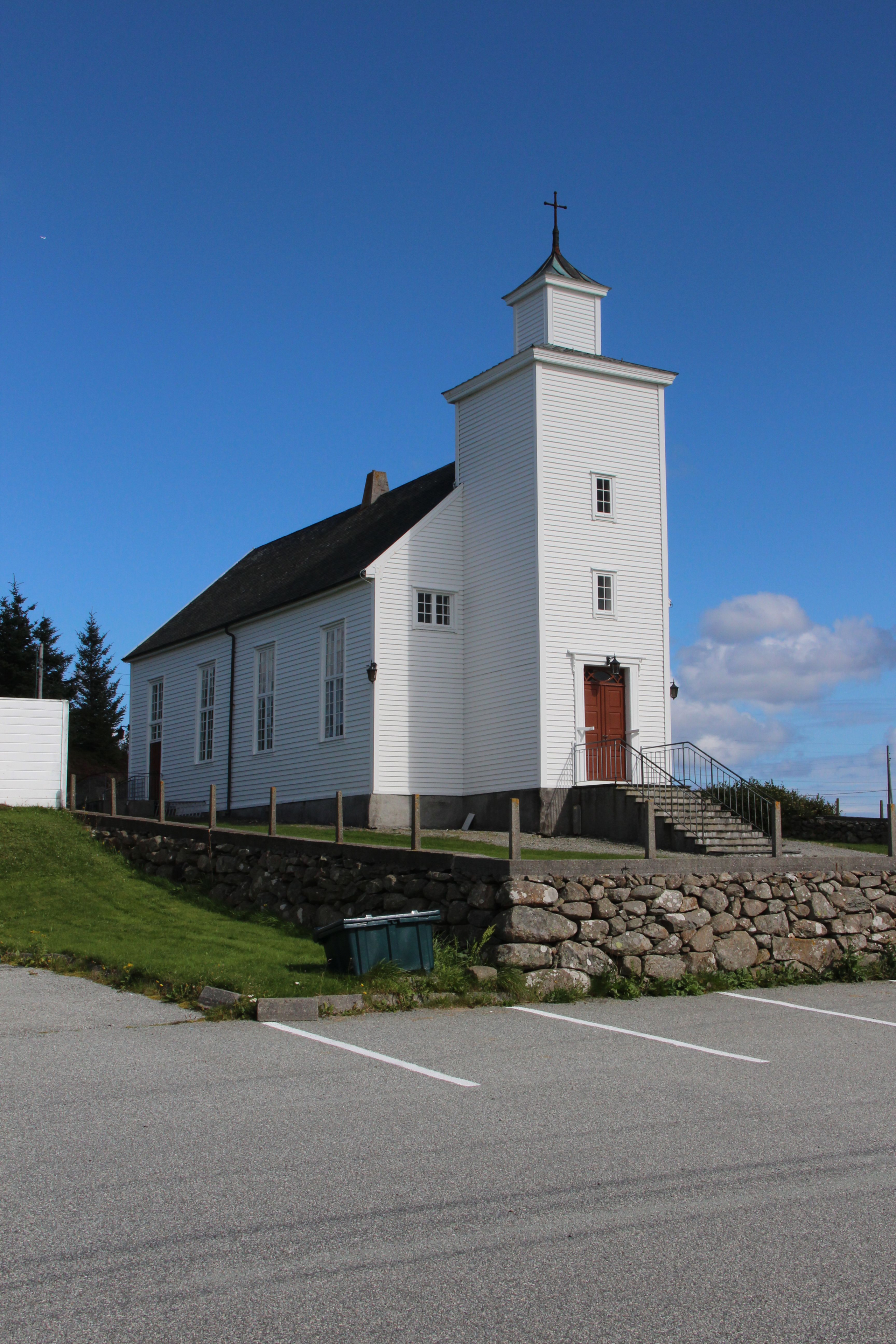
Ferkingstads kyrka.